# ليديا لانتش
ليديا لانتش (بالإنجليزية: Lydia Lunch)‏ (2 يونيو 1959، روتشستر في الولايات المتحدة)؛ ممثلة، مغنية، كاتِبة، موسيقية وشاعرة أمريكية.

## روابط خارجية
- ليديا لانتش على موقع IMDb (الإنجليزية)
- ليديا لانتش على موقع روتن توميتوز (الإنجليزية)
- ليديا لانتش على موقع ألو سيني (الفرنسية)
- ليديا لانتش على موقع ميوزك برينز (الإنجليزية)
- ليديا لانتش على موقع أول موفي (الإنجليزية)
- ليديا لانتش على موقع إن إن دي بي (الإنجليزية)
- ليديا لانتش على موقع أول ميوزيك (الإنجليزية)
- ليديا لانتش على موقع ديسكوغز (الإنجليزية)
- ليديا لانتش على موقع قاعدة بيانات الفيلم (الإنجليزية)
- ليديا لانتش على موقع كينوبويسك (الروسية)